# Borgholm (đô thị)
Borgholms kommun (tên tiếng Anh: Borgholm Municipality) là một đô thị ở hạt Kalmar, đông nam Thụy Điển, constituting miền bắc half of hòn đảo Öland ở Biển Baltic. Thủ phủ nằm ở thành phố Borgholm.
Các khu vực lịch sử nổi bật ở đây có lâu đài Borgholm và khu nhà Halltorps.
Trong cuộc cải cách thập niên 1970, có hai đô thị được lập trên đảo Öland. Đô thị Borgholm nằm ở phía bắc trong và gồm 6 đơn vị gốc (trước năm 1952). Còn phía nam của đảo là đô thị Mörbylånga.

## Các đơn vị dân cư trực thuộc
Có 5 khu vực đô thị (cũng gọi là Tätort hay các đơn vị địa phương) in Borgholm Municipality.
Bảng dưới đây liệt kê các đơn vị trực thuộc của đô thị này theo quy mô dân số thời điểm 31 tháng 12 năm 2005. Thủ phủ được bôi đậm.
| # | Địa phương | Dân số |
| - | ---------- | ------ |
| 1 | Borgholm   | 3.093  |
| 2 | Köpingsvik | 609    |
| 3 | Löttorp    | 455    |
| 4 | Rälla      | 440    |
| 5 | Björkviken | 243    |

## Thành phố kết nghĩa
Borgholm có 4 thành phố kết nghĩa:
- Rockford, Illinois, Mỹ
- Łeba, Ba Lan
- Zelenogradsk, Kaliningrad, Nga
- Korsnäs, Phần Lan